# ليون هيرزمان
ليون هيرزمان (بالبرتغالية: Leon Hirszman] 22] نوفمبر 1937 - 15 سبتمبر 1987) كان مخرجًا ومنتجًا وكاتب سيناريو برازيليًا وأحد الشخصيات الرئيسية في سينما نوفو. فاز بجائزة لجنة التحكيم الخاصة في مهرجان البندقية السينمائي الدولي الثامن والثلاثين. قدم حوالي ثمان أفلام قصيرة وستة طويلة وواحد مشترك مع فنانين آخرين.

## حياته
هو ابن لمهاجرين يهود بولنديين، حاييم جوزيك هيرزمان وسورا ريفكا، بعد دراسة الهندسة، كرّس ليون هيرزمان نفسه في وقت مبكر جدًا في الحياة الاجتماعية والسياسية لبلده، لنشر السينما المتشددة داخل نوادي السينما. مخرج أفلام وثائقية عن طريق المهنة، أصبح أحد رواد سينما نوفو جنبًا إلى جنب مع باولو سيزار ساراسيني، من بين آخرين. بعد العديد من الأفلام الوثائقية المتجذرة بعمق في الحقائق الاجتماعية للبرازيل (مايوريا أبسولوتا عن البؤس والأمية في الشمال الشرقي في عام 1964، أو غاروتا دي إيبانيما، صورة البرجوازية الوسطى في ريو دي جانيرو عام 1967)، يعرض ليون هيرزمان فيلمه الأكثر لفتًا للنظر.: «سانت برناردو» (1971)، مستوحى من أعمال "جراتسيليانو راموس"، لكن رقابته أخرت صدوره. منتج غير سعيد، مضيف تعاونية السينما البرازيلية، التي أسسها قدامى المحاربين في سينما نوفو (1980)، في عام 1981 قام بتصوير فيلم وثائقي عن الإضرابات العمالية (ABC da Greve) وتكييف مسرحية طليعية. في وصف المسرحية. حالة العمل، مُنحت في مهرجان البندقية السينمائي.

## وصلات خارجية
- ليون هيرزمان على قاعدة بيانات الأفلام على الإنترنت